# Ryszard Borski
Ryszard Borski (* 26. května 1960) je polským luterským biskupem.
Ordinaci přijal roku 1988. Působil na akademické půdě, následně mezi německými evangelíky na Dolním Slezsku a později v duchovenské službě v armádě. Roku 1999 se stal hlavním evangelickým vojenským kaplanem a byl vysvěcen na evangelického polního biskupa. Roku 2005 byl povýšen na brigádního generála. Roku 2012 ukončil vojenskou službu.